# Fungia gravis
Espèce
Statut CITES
Fungia gravis est une espèce de coraux appartenant à la famille des Fungiidae.